# Bernd Scheffer
Bernd Scheffer (* 26. November 1947 in Bad Berneck) ist deutscher Literatur- und Medienwissenschaftler. Er arbeitet als Essayist und psychologischer Berater in Kaufbeuren.

## Leben
Scheffer studierte Germanistik, Geschichte und Philosophie an den Universitäten Würzburg und Bonn und wurde 1976 promoviert. Nach der Promotion mit einer Arbeit über Kurt Schwitters war er zunächst DAAD Lektor an der University of Warwick in Coventry und arbeitete ab 1977 als Assistent für Literaturkritik an der Universität Bielefeld. 1983 begann er ein Zweitstudium der Diplom-Psychologie (Abschluss 1988; Zulassung zur Psychotherapie 1993). 1985 erfolgte seine Habilitation im Bereich „Neuere deutsche Literaturgeschichte/Literaturkritik“. 1987 wurde er Professor für öffentliche Kommunikation/Textgestaltung an der Universität Bielefeld. Es folgten verschiedene Gastprofessuren in Bonn, Halle/Saale, Düsseldorf und Rostock, 1994 eine Professur für Kultursoziologie und Kunstpsychologie an der Hochschule für Gestaltung in Pforzheim und 1995 der Ruf an die Universität München auf eine Professur für Literatur- und Medienwissenschaft.  Seit seiner Emeritierung 2013 lebt und arbeitet Bernd Scheffer als Essayist und Psychotherapeut in Kaufbeuren.
Bernd Scheffer hat seit 1980 in nationalen und internationalen Ausstellungen seine fotografischen und filmischen Arbeiten gezeigt und wirkt auch als Kurator (u. a. als Chefkurator der internationalen Ausstellung „Schrift und Bild in Bewegung“, Gasteig München 2000 oder der internationalen Ausstellung „Schriftfilme“ im Zentrum für Kunst und Medientechnologie (ZKM) Karlsruhe 2013). Er ist 1995 Mitglied in der Deutschen Fotografischen Akademie und im Berufsverband Bildender Künstler.

## Forschungsschwerpunkte
Medientheorie (Medienwirkung, Medienfaszination, Medien und Gewalt); Literaturtheorie (Literaturpsychologie, Literatur und Neue Medien, Schrift und Bild, Literatur und Fotografie); Psychotherapeutische Praxis

## Ehrungen
- Oliver Jahraus, Marcel Schellong und Simone Hirmer (Hrsg.): Beobachten mit allen Sinnen. Grenzverwischungen, Formkatastrophen und emotionale Driften. Eine Festschrift für Bernd Scheffer. Frankfurt am Main 2008, ISBN 3-631-57014-7.

## Schriften (Auswahl)
- Anfänge experimenteller Literatur. Das literarische Werk von Kurt Schwitters. Bonn 1978, ISBN 3-416-01396-4.
- Hrsg.: Durchgang bei geöffnetem Tor verboten. Geschichten, Satiren, Gedichte. Ein Gruppenbuch. Darmstadt 1983, ISBN 3-472-61444-7.
- Interpretation und Lebensroman. Zu einer konstruktivistischen Literaturtheorie. Frankfurt am Main 1992, ISBN 3-518-28628-5.
- Hrsg.: Medien und Fremdenfeindlichkeit. Alltägliche Paradoxien, Dilemmata, Absurditäten und Zynismen. Opladen 1997, ISBN 3-8100-1917-8.